# Labek
Labek (nemško Labegg) je naselje v Občini Mostič v Okraju Šentvid ob Glini na Koroškem v Avstriji.